# Магеланов пингвин
Магелановият пингвин (Spheniscus magellanicus) е вид птица от семейство Пингвинови (Spheniscidae). Обитава скалистите южни крайбрежни райони на Южна Америка: Аржентина, Чили, Уругвай и Фолкландските острови, като някои от тях мигрират към Бразилия, където са виждани далеч на север до Рио де Жанейро. Това е най-многобройният вид от семейство Пингвинови. Най-близките роднини са Африканският, Хумболтовият и Галапагоският пингвин. Магелановият пингвин е кръстен на португалския изследовател Фердинанд Магелан, който забелязва птиците през 1520 г. Видът е почти застрашен от изчезване.

## Описание
Магелановите пингвини са средно големи пингвини, които достигат височина от 61 до 76 cm и тежат между 2,7 и 6,5 kg. Мъжките са по-големи от женските, но теглото и на двата вида спада, докато родителите подхранват малките си. Възрастните имат черни гърбове и бели коремчета. Има две черни ленти между главата и гърдите, като долната лента е оформена в обърната подкова. Главата е черна, с широка бяла линия, която започва зад очите, минава около черните уши и брадичката и се съединява на гушата. Пилетата и по-младите пингвини имат сиво-сини гръбчета, с по-избледнял сиво-син цвят на гърдите си. Магелановите пингвини могат да живеят до 25 години в дивата природа и до 30 години в плен. Младите птици обикновено имат мраморна шарка на краката, която постепенно изчезва в зряла възраст. Когато тези птици достигнат около десетгодишна възраст, шарката изчезва и краката им обикновено стават черни. Както другите видове пингвини, и магелановият пингвин има много твърди криле, с които плува под водата. Отлични плувци са и във водата скоростта им може да надвиши 25 km/h.

## Хранене
Магелановите пингвини се хранят във водата, като ловят сепии, калмари, крил и други ракообразни и поглъщат морска вода с плячката си. Специална жлеза, която се среща основно при пингвините, извежда солта от телата им. Възрастните пингвини могат често да се гмурват на дълбочина от 20 до 50 метра, за да търсят плячка. Пътуват на големи групи в търсене на храна. По време на размножителния период мъжките и женските имат подобни модели за хранене и гмуркане, както и състав на храната. Въпреки това анализът на костната тъкан предполага, че храната им се различава след размножителния сезон, когато отпаднат ограниченията, наложени от отглеждането на малките.
Магелановите пингвини не изпитват сериозен недостиг на храна като галапагоските пингвини, тъй като те имат по-постоянно снабдяване с храна, намирайки се на брега на Атлантическия океан в Южна Америка. Присъствието на големия континентален шелф в Атлантическия океан и способността им да плуват продължително позволява на магелановите пингвини да ловуват далеч от основната колония на гнездене.
Медузите, включително видовете от рода Chrysaora и Cyanea, се оказват активно търсени хранителни продукти, докато преди това се е смятало, че са само случайно погълнати. Подобни предпочитания бяха открити и в пингвина на Адели, жълтоокия и малкия пингвин.

## Размножаване
През размножителния сезон тези птици се събират в големи гнездови колонии по бреговете на Аржентина, южно Чили и Фолкландските острови, с гъстота от 20 гнезда на 100 м2. Размножителният сезон започва с пристигането на възрастни магеланови пингвини в гнездовите колонии през септември и се простира до края на февруари и март, когато пилетата са достатъчно зрели, за да напуснат колониите. Една от най-големите от тези колонии се намира в Пунта Томбо. Гнездата са построени под храсти или в дупки. Женската снася две яйца. Инкубацията продължава 39-42 дни, като родителите се редуват в 10 до 15-дневни смени. Пилетата се обгрижват от двамата родители в продължение на 29 дни и се хранят на всеки два до три дни. Обикновено и двете малки се отглеждат да зряла възраст, въпреки че от време на време се отглежда само едното. Успешен пингвин се счита способният да отгледа средно по 0,7 пилета за размножителен сезон.
Магелановите пингвини полагат яйцата си на топли места, където температурата остава над 20 ℃.
Мъжките и женските пингвини мътят на смени, защото се хранят далеч от гнездата си. Мъжките се връщат от морето в деня на снасянето на второто яйце, за да поемат инкубацията. Второто яйце обикновено е по-голямо и с по-висока температура от първото яйце. Така че първото, е по-вероятно да оцелее. Все още съществуват условия, при които и двете пилета се отглеждат успешно.
Магелановите пингвини са моногамни и се съвкупляват с една и съща партньорка година след година. Мъжкият пингвин възстановява гнездото от предходната година и чака да се свърже отново с женската. Женските пингвини са способни да разпознават своите половинки само чрез гласът им.
Новоизлюпените пилета, които са посещавани често и в близост от туристите, реагират на стреса като отделят хормон, наречен кортикостерон. За разлика от тях, пилетата излюпени в туристически райони, но без досег с туристите, не развиват никакво стресово увеличение на този хормон. Постигането на по-ниски нива на този хормон е полезно за тези пиленца, така че те да продължат да растат, да увеличават мускулната си сила и за по-добре функционираща имунна система.

## Природозащитен статут
Милиони от тези пингвини все още живеят по бреговете на Аржентина и Чили, но видът се класифицират като застрашени, главно поради уязвимостта на големите гнездови колонии от нефтени разливи, които убиват 20 000 възрастни и 22 000 малки всяка година край бреговете на Аржентина. За да се борят срещу ефектите на нефтените разливи, представители на зоологически градини от цял свят помагат на място в отглеждането. Упадъкът на рибните популации също е отговорен, както и хищници, като например морски лъвове, гигантски бълхи и леопардови тюлени, които плячкосват пилетата. Фолклендският вълк, преди да изчезне, също се е прехранвал с пингвини.
Промените в климата са изместили рибните популации с допълнителни 40 km от мястото на гнездене. Магелановите пингвини трябва да плуват тези допълнителни 80 km за храна, през което време техните половинки гнездят и гладуват. Една колония, проследена от професорът от Университета на Вашингтон P. Dee Boersma, около 1600 km южно от Буенос Айрес, е спаднала с над 20% през последните 22 години до 200 000 двойки за разплод. Някои по-млади пингвини сега преместват на север колониите си, за да бъдат по-близо до храната, но в някои случаи това са незащитени земи. В резултат на тези промени някои пингвини са открити загубени или объркани.
Понастоящем 12 от 17 вида пингвини изпитват бърз спад на популацията. Неотдавнашно проучване на професор Dee Boersma показа, че увеличаването на бурите, причинено от изменението на климата, е повлияло на климатичните модели, което е имало голямо въздействие върху популацията на пилетата. На малките пингвини още не са поникнали водонепроницаемите пера и вероятно ще умрат от хипотермия, когато се намокрят по време на големи дъждове.
Повишената честота на екстремни събития, като бури, суша, температурни крайности и горски пожари, свързани с изменението на климата, увеличават репродуктивната недостатъчност на магелановите пингвини.
Правителство на аржентинската провинция Чубут е поело ангажимент да създаде морски резерват, за да защити пингвините и другите морски видове в близост до най-голямата колония за разплод на магелановия пингвин. Създаването на резервата вероятно ще подобри отглеждането на малките в колониите, като увеличи възможността за улов, намали разстоянието до храната и увеличи честотата на хранене.